# Cantó de Sant Ambruèis
El cantó de Sant Ambruèis és un cantó del departament francès del Gard, situat al districte d'Alès. Té 16 municipis i el cap cantonal és Sant Ambruèis.

## Municipis

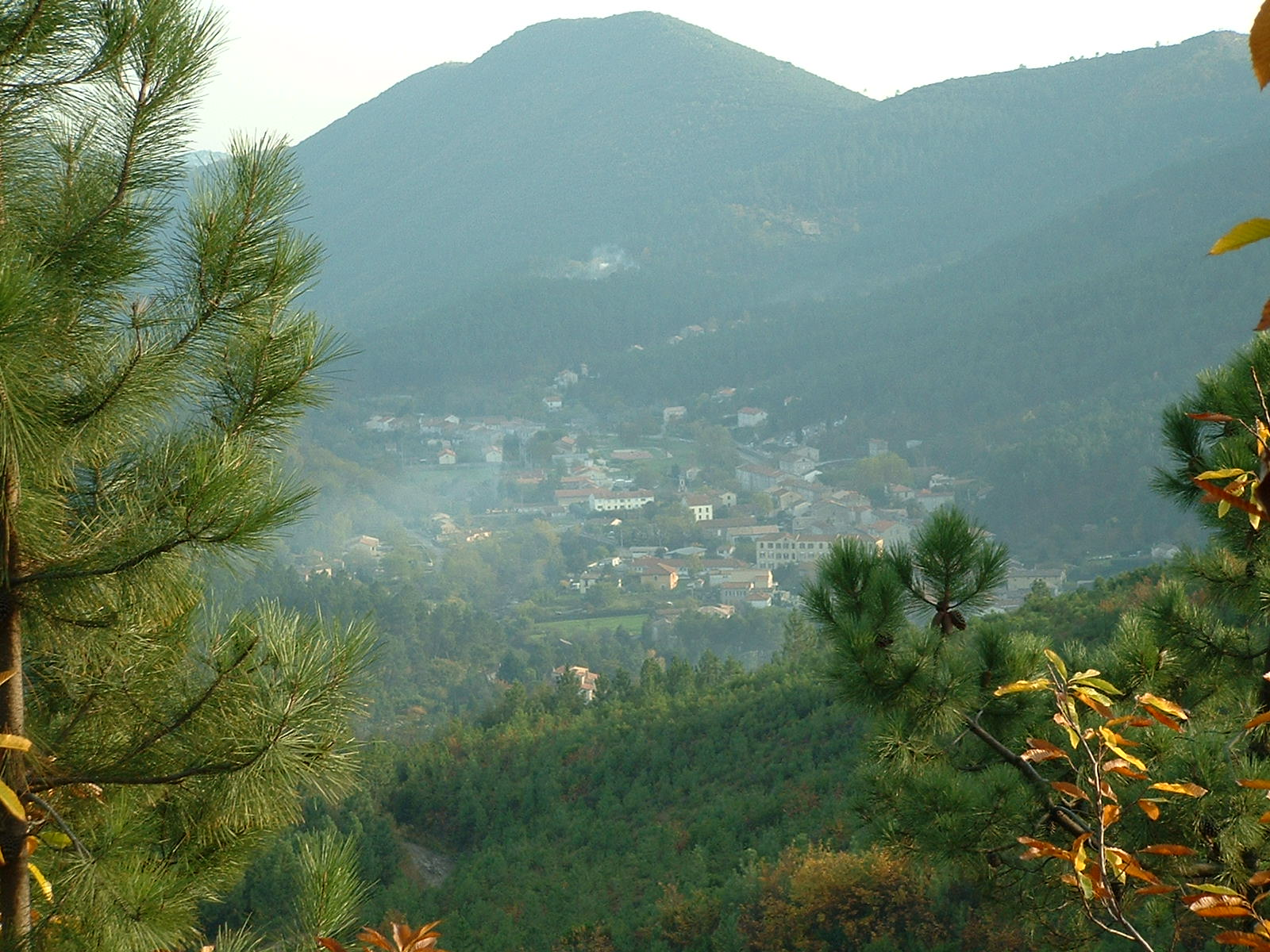
El poble de Martinet

- Alègre
- Boquet
- Corri
- Los Mages
- Lo Martinet
- Mairanas
- Molièras de Céser
- Navacèlas
- Potelièiras
- Sant Ambruèis (chef-lieu)
- Sent Breç
- Sent Daunís
- Sent Florenç d'Ausona
- Sent Jan de Ceba
- Sent Julian de Cassanhaç
- Sent Victor de Maucap